# 泉政行
泉 政行（いずみ まさゆき、1980年5月12日 - 2015年7月28日）は、日本の俳優である。東京都荒川区出身。血液型はO型。駒込高等学校、東海大学第二工学部機械科卒業。生前はギフトに所属していた。

## 来歴
高校時代に東京ストリートニュース!読者モデルとして芸能界デビュー。写真を撮られることに気持ちいいと思い、もっと奥深く入ってみようと思って知り合いに頼み、フラッグスファィブ・プロモーションに所属となった。その後演技にも興味を持ち芝居の勉強にも励み、2002年、『ごくせん』で俳優デビューする。下記の555で共演する生徒役の半田健人と対面はないが共演。
2003年、平成仮面ライダーシリーズ『仮面ライダー555（ファイズ）』で木場勇治 / ホースオルフェノク役を演じる。なお、同作品の主人公である乾巧 / 仮面ライダーファイズ役の最終選考にも残っており、「絶対ライダーになる」という意気込みで受けたため自身も結果を聞いた際は受かったと思ったと語っている。いわゆる「怪人」役であるオルフェノクとしてのキャスティングであったが、物語はオルフェノクが「仮面ライダー」に変身する資質を有している設定のため、中盤では木場勇治が仮面ライダーファイズに、終盤では仮面ライダーカイザに変身するシーンが演出された。また、同年公開の『劇場版 仮面ライダー555 パラダイス・ロスト』ではオリジナルライダーである仮面ライダーオーガに変身している。
『仮面ライダー555』終了から間もない2004年4月、ドラマ『科捜研の女』第5シリーズ（『新・科捜研の女』）第1話より京都府警科学捜査研究所研究員・乾健児役として出演した。『555』で共演した半田健人、溝呂木賢と揃ってのレギュラー入りで、再び共演した。刑事役だった半田と溝呂木はこのシリーズのみで降板したが、泉は主人公榊マリコ（沢口靖子）の助手ポジションの主要キャストとして、2011年の第11シリーズ8話まで7期にわたり出演を続けた。
2012年ごろに体調を崩し、以降は体の調子を見ながら仕事を続けていた。晩年は病気療養のため入退院を繰り返していたが、2015年7月28日17時35分、都内の病院で死去。35歳没。同年8月4日に所属事務所が公式ブログで発表した。病名などの死因については遺族の意向によって非公表となっている。生前作は2014年公開の『グレイトフルデッド』（柳道彦役）。墓所は、埼玉県春日部市藤塚の『かすかべ霊園』。

## 人物
- 趣味は野球、サイクリング、カメラ[1][7]。特技はバック転。
- 小学校時代は地元でも強い野球チームに所属していて[4]、区内の成績で85勝6敗だったという。そのチームでレギュラーで、ポジションはショートだった[4]。
- 子供のころに好きだったヒーローは『宇宙刑事ギャバン』、『宇宙刑事シャイダー』、戦隊では『科学戦隊ダイナマン』である。ダイナマンは、主題歌を歌えるほど熱中していたがダイナマンの詳細な姿を知ったのは『555』出演時だったという[4]。
- 『ドラゴンボール』のファンであった。コミックスは全巻集めており、キャラクターでもある孫悟空は自身にとってヒーローだと述べていた[8]。

### 『仮面ライダー555』でのエピソード
- 撮影時に一番辛かった思い出は、第2話で事故に遭う前に自分と恋人だった千恵が付き合っていたころの自転車を二人乗りしていた幻影を、涙を流しながら追い縋ろうと走るシーンを、20回以上リテイクされた時だったと語っている。その際に泉は「こんなのを1年間やらされるのだろうか」と妙な感慨を覚えたという。
- また、最初にホースオルフェノクに変身する場面では、季節が冬だった上に極寒の雨の中だったので、周囲のスタッフの人たちのレインコートにつららが出来ていたり地面が凍っているほどだった。その上、ロケ地が坂道になっていたため、じっとしているスタッフたちもズルズルと坂から滑り落ちており、泉だけは滑らないように後ろから助監督が支えていたという。
- 第21話の撮影中にオルフェノクに襲われるシーンでの殺陣の最中に顔に大きな傷を負ってしまったことがあったが、監督はその傷を活かす形で続行したという。
- 劇場版『パラダイス・ロスト』では、オーガの変身者が木場勇治だけだったこともあり、オーガをとても気に入っていた。また、一万人のオルフェノクの大歓声の中から登場し変身するシーンは自身も、登場した際のオーガコールに震えたと語った。

## 出演

### テレビドラマ
- ごくせん（2002年4月17日 - 7月3日、日本テレビ） - 大内政行 役
  - ごくせんスペシャル さよなら3年D組…ヤンクミ涙の卒業式（2003年3月26日）
- コスモ★エンジェル 第21回（2002年9月20日、東海テレビ / 9月21日、BSフジ） - 小比オビタ 役
- 日本テレビ開局50年記念ドラマスペシャル「天国のダイスケへ〜箱根駅伝が結んだ絆〜」（2003年1月2日、日本テレビ） - 松本剛 役
- 仮面ライダー555（2003年1月26日 - 2004年1月18日、テレビ朝日） - 木場勇治 役[9]
- P&Gパンテーンドラマスペシャル「笑顔セラピー」（2003年2月11日、フジテレビ） - 月島真吾 役
- 科捜研の女 第5シリーズ - 第11シリーズ 第8話（2004年 - 2011年、テレビ朝日） - 乾健児 役
  - 新・科捜研の女（2004年4月15日 - 6月10日）
  - 新・科捜研の女2（2005年7月14日 - 9月15日）
  - 新・科捜研の女3（2006年7月6日 - 9月7日）
  - 新・科捜研の女 スペシャル（2008年3月13日）
  - 新・科捜研の女4（2008年4月17日 - 6月19日）
  - 科捜研の女 Season9（2009年7月2日 - 9月10日）
  - 科捜研の女 スペシャル2（2010年3月18日）
  - 科捜研の女 Season10（2010年7月8日 - 9月16日）
  - 科捜研の女 スペシャル3（2011年3月17日）
  - 科捜研の女 Season11 第1話 - 第8話（2011年10月20日 - 12月8日）
- 新人シナリオ大賞作品「さよならの花びら」（2005年1月7日、テレビ朝日）
- 冬の輪舞 第3話 - 最終話（2005年1月10日 - 4月1日、東海テレビ・フジテレビ系） - 大丸澄夫 役
- ピュアな恋を見つける12の方法 無添加レンアイ日記 第11話・最終話（2005年3月19日・26日、BS-i） - まさゆき 役
- 金曜エンタテイメント「踊る!親分探偵」（2005年6月10日、フジテレビ） - 春山淳 役
  - 金曜エンタテイメント「踊る!親分探偵2」（2006年9月22日）
- 土曜ワイド劇場「おとり捜査官・北見志穂10」（2006年5月6日、テレビ朝日） - 香取刑事 役
- 偽りの花園 第36話 - 第49話（2006年5月22日 - 6月8日、東海テレビ・フジテレビ系） - 岩井隼一 役
- アキハバラ@DEEP（2006年6月20日 - 7月26日、TBS） - 下柳幸之助 役
- 結婚式へ行こう! 第32話 - 第35話（2007年2月6日 - 9日、TBS） - 杉山雄一 役
- ライアーゲーム 第2話 - 最終話（2007年4月21日 - 6月23日、フジテレビ） - 岡野健也 役
- モップガール 第4話（2007年11月2日、テレビ朝日） - 江本弘樹 役
- Wild Strawberry 第4話（2008年7月3日、テレ朝チャンネル） - ノボル 役
- サラリーマン金太郎 第4話・第5話（2008年10月31日・11月7日、テレビ朝日） - 木村洋 役
- キイナ〜不可能犯罪捜査官〜 第6話（2009年2月25日、日本テレビ） - 牧野弘樹 役
- 金曜プレステージ「外科医 鳩村周五郎6 血塗られた挑戦状Ⅱ」（2009年8月28日、フジテレビ） - 岩田英明 役
- 月曜ゴールデン「血痕3〜警科研・湯川愛子の鑑定ファイル」（2010年1月25日、TBS） - 木川刑事 役
- Dr.伊良部一郎 第6話（2011年3月6日、テレビ朝日） - 大森尚人 役

### テレビ番組
- 45日間奈良時代一周（2010年3月8日 - 4月23日、NHK-BS2） - リポーター

### 配信ドラマ
- 渋谷怪談 サッちゃんの都市伝説 第十三伝説「扉」（2004年11月11日、アンパサンド・ブロードバンド） - 主演・ヒロキ 役
- エセ肉食女の恋愛事情 第7話 - 第11話（2011年6月20日 - 7月18日、BeeTV） - 中村慎吾 役

### 映画
- 仮面ライダーシリーズ（東映）
  - 劇場版 仮面ライダー555 パラダイス・ロスト（2003年8月16日） - 木場勇治 役[9]
  - 劇場版 仮面ライダー剣 MISSING ACE（2004年9月11日） - 馬場 役 ※友情出演
- 猿飛佐助 闇の軍団（2004年10月2日、シネマパラダイス） - 翼 役
  - 猿飛佐助II 闇の軍団（2005年9月24日、シネマパラダイス） - 翼 役
- 天使が降りた日  第5話「Diaries」（2005年3月5日、ライム・ライト）
- ロザリオの雫（2005年11月12日、BBMC） - 紀本義人 役
- しあわせなら手をたたこう（2005年11月19日、エキスプレス＝日本出版販売）
- 渋谷怪談 THE リアル都市伝説 第二話「怖い合コン」（2006年1月21日、ダイナモピクチャーズ） - 主演・森崎祐平 役（特別出演）
- Life ライフ（2007年1月27日、バイオタイド） - 向井芳雄 役
- 裁判員〜選ばれ,そして見えてきたもの〜（2007年、最高裁判所） - 青井拓也 役[注釈 3]
- ごくせん THE MOVIE（2009年7月11日、東宝） - 大内政行 役
- グレイトフルデッド（2014年11月1日、アークエンタテインメント） - 柳道彦 役

### 舞台
- ラストクリエイターズプロダクション・プロデュース公演 GAKUYA（2005年12月9日 - 18日、SPACE 107 / 演出：中津留章仁） - 主演
- ジェットラグプロデュース リ・メンバー（2012年7月13日 - 17日、シアターサンモール / 演出：成島秀和）[注釈 4]
- ビジュアルボーイ 10周年記念イベント シェイクスピア・朗毒パフォーマンス「ベースボーーール ハムレット！」（2012年11月23日 - 25日、東京タワー タワーホールA1 / 演出：西条みつとし） - ロミオ 役（Wキャスト）
- 朗読劇「しっぽのなかまたち」 『小雪と小春と小太郎と』 / 『犬の大学』（2012年12月24日、全労済ホールスペース・ゼロ / 演出：岡本貴也） - 小太郎 / クッキー 役

### ゲーム
- 仮面ライダー555（2003年12月18日、PS2） - ホースオルフェノク 役

### オリジナルビデオ
- てれびくん全員サービスビデオ「仮面ライダー555 ハイパーバトルビデオ」（2003年、小学館） - 木場勇治 役
- イケメン新選組（2004年4月21日、東映ビデオ） - 沖田総司 役
- 猿飛佐助 闇の軍団3 風の巻（2005年10月21日、東映ビデオ） - 翼 役
  - 猿飛佐助 闇の軍団4 火の巻 完結篇（2005年12月9日、東映ビデオ） - 翼 役
- 抜け忍（2009年8月28日、クロックワークス） - 鎌吏 役
- 仮面ライダー555 20th パラダイス・リゲインド（2024年、東映ビデオ） - 木場勇治 役（回想）

### ラジオドラマ
- 会議は踊らない? 第4話（2008年7月17日、NHKデジタルラジオ）
- 風歩 第3話（2009年2月、NHKデジタルラジオ）

## 作品

### 写真集
- 仮面ライダー555 ファイズSHOT!!（2003年7月23日、音楽専科社） ISBN 4872791355
- 彼のいる風景 Actors Selection（2004年1月25日、朝日ソノラマ） ISBN 4257036893

### CD
- 仮面ライダー555 フォトブック CD 5 木場勇治（2004年1月7日、avex mode）

### DVD
- グリーンフラッシュ（2006年3月24日、アイ・シー・エフ）